# BGE T1 und T2
Die Dieseltriebwagen BGE T1 und T2 der Bergedorf-Geesthachter Eisenbahn (BGE) wurden 1936 von der MAN hergestellt. Sie waren dort bis 1952 im Personenzugdienst eingesetzt. Nach der Einstellung des Personenverkehrs waren sie bei anderen Bahnen bis 1965 im Einsatz.

## Geschichte
Bereits in den 1920er Jahren setzte die Bergedorf-Geesthachter Eisenbahn (BGE) einen Benzoltriebwagen versuchsweise auf ihren Strecken ein, der sich allerdings nicht bewährte. Als die Weltwirtschaftskrise die Gesellschaft zum Rationalisieren zwang, entschloss sich die Stadt Hamburg, die Finanzierung von zwei Trieb- und zwei Beiwagen zu übernehmen.
Die BGE bestellte diese Fahrzeuge bei der MAN, die 1936 geliefert wurden. Ab dem 19. März 1936 wurde der T2 im planmäßigen Betrieb eingesetzt. Der T1 folgte, da er bei der Überführung einen Rangierunfall erlitt, im April nach Instandsetzung der Unfallschäden. Ab dem Sommerfahrplan 1936 begann der reguläre Betrieb mit den Fahrzeugen.
Mit einer Höchstgeschwindigkeit von 60 km/h waren sie die schnellsten Fahrzeug der BGE. Bei Ausfall eines Triebwagens setzte die Gesellschaft eine Heißdampflok ein, die die Fahrzeiten der Triebwagenzüge halten konnte.
Mit den Triebwagen wurden zwei zweiachsige Beiwagen vom gleichen Hersteller geliefert. Die Presse war von den Fahrzeugen begeistert, sie wurden Fliegender Marschländer genannt. Im Betrieb zeigte sich, dass die Dieselmotorentechnik noch nicht ausgereift war. Für Reparaturen wurde ein Ersatzmotor beschafft, der von 1937 bis 1947 allein beim T1 zehnmal gewechselt werden musste. 1939 musste ein Motor zur Generalinstandsetzung ins Herstellerwerk zurückgeschickt werden, 1940 fiel ein weiterer Motor aus. Auf Grund des Treibstoffmangels während des Zweiten Weltkrieges wurden beide Fahrzeuge auf Propangas-Antrieb umgebaut.
Nach 1945 konnte der reguläre Betrieb wieder aufgenommen werden. 1947 erlitt der T1 einen schweren Brandschaden, die Reparatur kam einem Neubau des Fahrzeuges gleich. Es musste ein neuer Motor und ein neues Getriebe beschafft, die Außenbeblechung komplett erneuert und die Inneneinrichtung ersetzt werden. Erst 1949 konnte der Triebwagen wieder in Betrieb genommen werden. Mit der Einstellung des Personenverkehrs 1953 wurden die Triebwagen nicht mehr benötigt und an die Eisenbahn-Gesellschaft Altona-Kaltenkirchen-Neumünster vermietet. 1954 folgte der Verkauf der Fahrzeuge. Der T1 kam zur Elmshorn-Barmstedt-Oldesloer Eisenbahn-AG und wurde dort als T5 bezeichnet. Nach Umbau war er bis 1965 in Betrieb und wurde 1966 verschrottet. Der T2 kam zur Moselbahn. Zu einem unbekannten Zeitpunkt wurde die Antriebsanlage ausgebaut, die Weiterverwendung bis zur Verschrottung 1968 erfolgte als VB 145.

## Konstruktive Merkmale
Der eckige Wagenkasten hatte an den Enden zurückgesetzte Einstiegsbereiche. Er wurde in Schweißtechnik hergestellt. Es waren Drehtüren eingebaut, die zum Wagenkasten hin angeschlagen waren. Die Einstiegsbereiche waren sehr groß gestaltet und enthielten neben den Führerständen die Gepäckräume, in denen je acht Klappsitze vorhanden waren. Zwischen den Einstiegsbereichen befanden zwei etwa gleich große Abteile mit insgesamt 60 lederbezogenen Sitzplätzen in Großraumbauweise für Raucher und Nichtraucher. Die Fahrzeuge waren mit einer Toilette ausgerüstet. Die Fenster in den Abteilen waren bis 2/3 Höhe als Festverglasung ausgeführt, der obere Fensterteil konnte nach oben geöffnet werden. Die zweiachsigen Beiwagen waren nach den gleichen Konstruktionsprinzipien hergestellt.
Die Maschinenanlagen wurden mit den Triebwagen von MAN geliefert. Nach 1947 erhielt der T1 einen Tauschmotor von KHD mit einer Leistung von 175 PS. Die Kraftübertragung erfolgte auf eine Achse in jedem Drehgestell.